# 新达亚
新达亚（西班牙語：Daya Nueva，西班牙語發音：[ˈdaʝa ˈnweβa]）是西班牙巴伦西亚自治区阿利坎特省的一个市镇。总面积7km2，总人口1244人（2001年），人口密度178人/km2。